# (160259) Mareike
(160259) Mareike est un astéroïde de la ceinture principale.

## Description
(160259) Mareike est un astéroïde de la ceinture principale. Il fut découvert le 29 août 2002 à l'observatoire Palomar par Sebastian F. Hönig. Il présente une orbite caractérisée par un demi-grand axe de 3,48 UA, une excentricité de 0,07 et une inclinaison de 2,1° par rapport à l'écliptique.

## Compléments